# СССР В-12
СССР В-12 — небольшой советский дирижабль мягкого типа. Был построен в 1939 году. Был законсервирован до 1942 года.
Во время Великой Отечественной войны снабжал водородом части ВДВ.

## История корабля
В 1940 Дирижаблестрой был законсервирован. Однако, весной 1942 года понадобилось снабжать
Воздушно-Десантные части водородом. Для этого восстановили дирижабли СССР В-1 бис и СССР В-12.
Оба воздушных корабля приняли на вооружение 1-го Отдельного воздухоплавательного дивизиона ВДВ. Дирижабли базировались в Долгопрудном, который являлся центром десантной подготовки. Командиром дивизиона был воентехник первого ранга Сергей Попов. Заместитель командира Владимир Устинович, начальник штаба — Алексей Рощин.
В августе 1942 года, после аварии СССР В-1 силами личного состава дивизиона был расконсервирован СССР В-12. Для перевозок в том же году дирижабль реконструировали.
Первые полёты совершил в сентябре.
Перевозка водорода была высокоэффективной.
В 1943 году в дивизионе были подготовлены новые командиры: С. А. Попов, А. И. Рощин и П. Р. Прохоров.
Существовала опасность встречи дирижабля с вражескими истребителями.

### Инцидент
Во время войны дирижабль был обстрелян союзными зенитчиками, принявшими его за аэростат, который надо было уничтожить.
После инцидента в обшивке корабля насчитали 200 пробоин.

### Послевоенное время
Эксплуатация В-12 показала необходимость постройки новых дирижаблей.
К концу войны построили дирижабль «Победа» и аэростат «Малыш».
После войны дирижабль совершал рейсы в Кировской области, исследовав свыше 200 тыс. гектаров леса.

## Гибель дирижабля
При вводе в эллинг, в 1947 году, В-12 ветром бросило на створки ворот эллинга, прямо на электрические кабели. Оболочка дирижабля загорелась, взорвался водород. Никто из экипажа не пострадал.
Металлические элементы корпуса впоследствии были использованы для постройки дирижабля СССР В-12 бис (Патриот).